# 红旗村站
红旗村站位于新疆维吾尔自治区哈密市，建于1959年，是兰新铁路的一个车站。距离兰州站1301公里，距上行车站盐泉站14公里，距下行车站红光站27公里。该站隶属乌鲁木齐铁路局。

## 业务范围
- 客运：办理旅客乘降；不办理行李、包裹托运；
- 货运：办理整车货物发到